# Casa del Tridente
La Casa del Tridente era una antigua casa privada de la isla de Delos, en Grecia.1 Sus ruinas se encuentran en el yacimiento arqueológico de Delos, declarado Patrimonio de la Humanidad por la Unesco. Más concretamente, el yacimiento se encuentra en el llamado barrio del Teatro de Delos. El nombre utilizado para el edificio en el estudio es moderno.

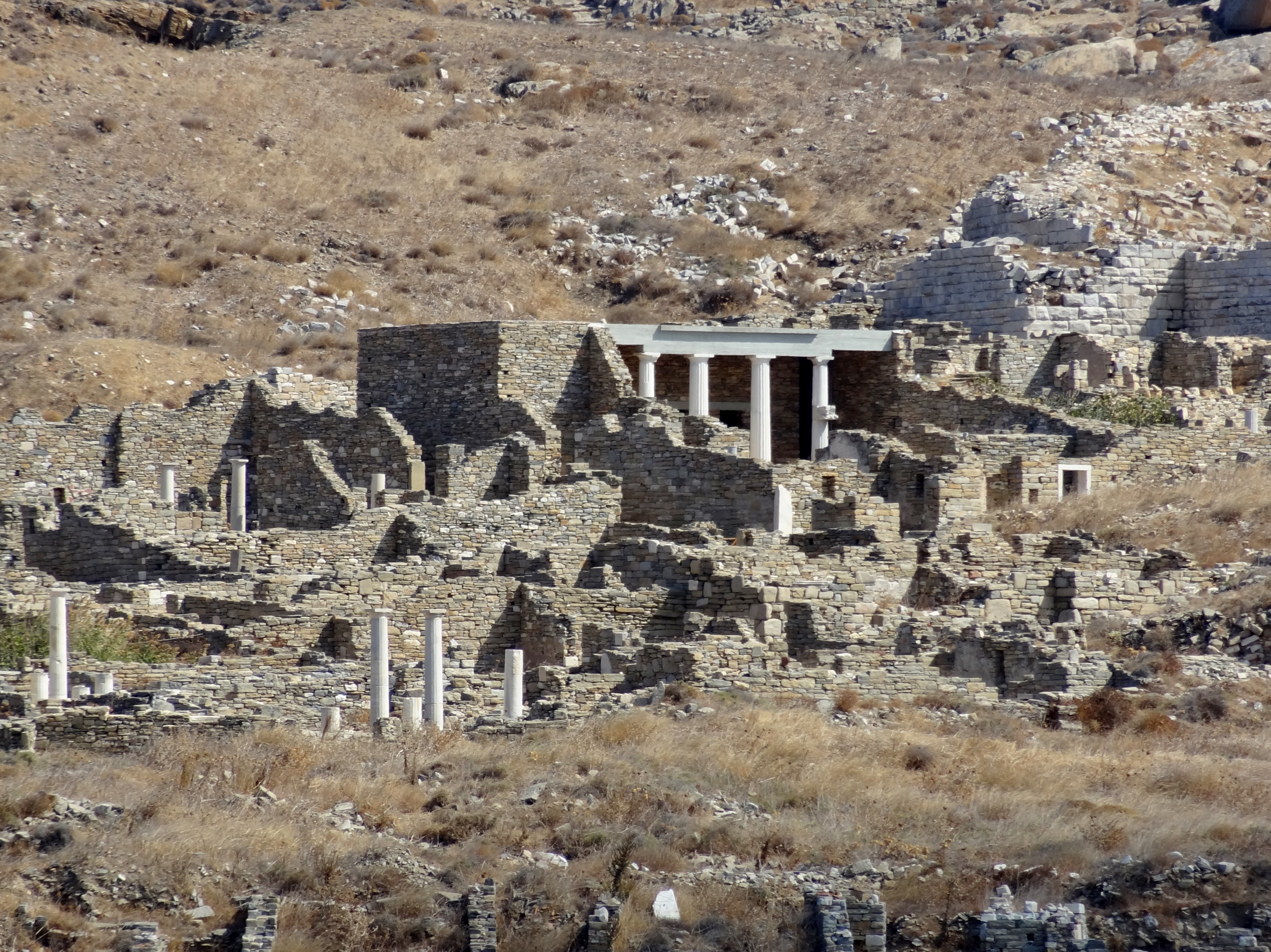
Restos de la casa.

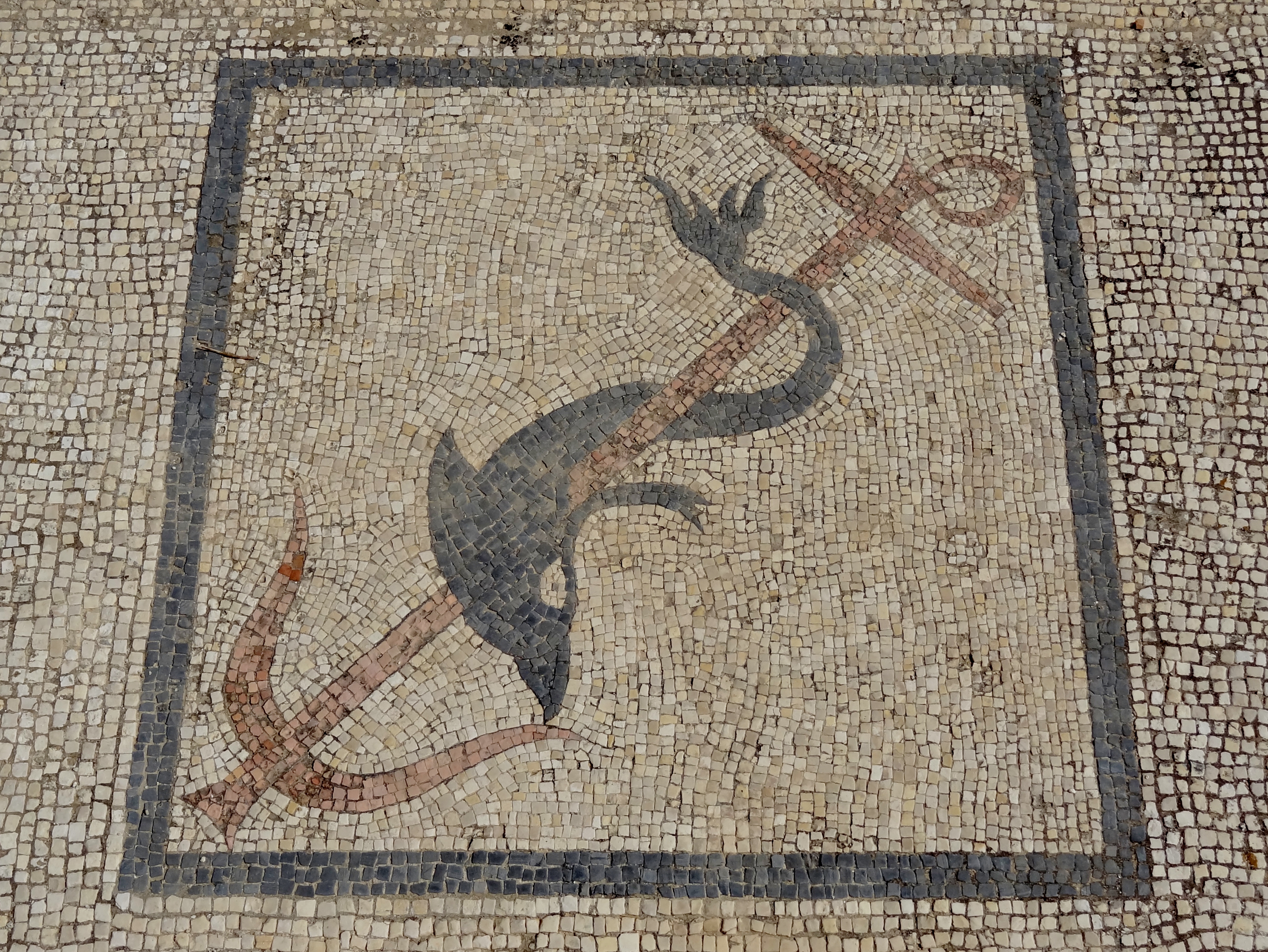
Mosaico de delfines en la casa.

Fue construida en el período helenístico, en torno al 150-100 a. C. Se ha sugerido que perteneció a un comerciante sirio. Se encuentra en el barrio del Teatro, en el camino que lleva al Teatro.
El edificio es de planta irregular, con habitaciones agrupadas en torno a un peristilo o patio columnado de estilo dórico. En el centro del patio central hay un impluvium y bajo él un depósito de agua para recoger el agua de lluvia. Los suelos están decorados con elaborados mosaicos, el más famoso de los cuales presenta un delfín. Otros motivos animales en la decoración de la casa incluyen toros y leones. La entrada a la casa estaba en el lado oeste.